# Robert V van Dreux
Robert V van Dreux (circa 1293 - Braine, 22 maart 1329) was van 1309 tot aan zijn dood graaf van Dreux en Braine. Hij behoorde tot het huis Dreux-Bretagne.

## Levensloop
Robert V was de oudste zoon van graaf Jan II van Dreux en diens eerste echtgenote Johanna van Montpensier, dochter van heer Humbert II van Montpensier. In 1309 volgde hij zijn vader op als graaf van Dreux en Braine. Als graaf van Dreux was hij een bondgenoot van koning Filips V van Frankrijk. 
In april 1321 huwde hij met Maria van Enghien. In 1329 stierf Robert V zonder nakomelingen na te laten, waarna hij als graaf van Dreux werd opgevolgd door zijn jongere broer Jan III.